# Torymus mendocinus
Torymus mendocinus är en stekelart som beskrevs av Jean-Jacques Kieffer 1910. Torymus mendocinus ingår i släktet Torymus och familjen gallglanssteklar. Inga underarter finns listade i Catalogue of Life.